# Acanthogorgia wireni
Acanthogorgia wireni är en korallart som beskrevs av Aurivillius 1931. Acanthogorgia wireni ingår i släktet Acanthogorgia och familjen Acanthogorgiidae. Inga underarter finns listade i Catalogue of Life.